# 1366年
| 千纪： | 2千纪 |
| 世纪： | 13世纪 \| 14世纪 \| 15世纪 |
| 年代： | 1330年代 \| 1340年代 \| 1350年代 \| 1360年代 \| 1370年代 \| 1380年代 \| 1390年代                                                 |
| 年份： | 1361年 \| 1362年 \| 1363年 \| 1364年 \| 1365年 \| 1366年 \| 1367年 \| 1368年 \| 1369年 \| 1370年 \| 1371年                       |
| 纪年： | 丙午年（马年）；元至正二十六年；韓林兒龍鳳十二年；明玉珍天統四年；張士誠吳四年；越南大治九年；日本南朝正平二十一年，北朝貞治五年 |

## 大事记
- 波蘭王國和立陶宛大公國发生战争，立陶宛大公國割讓西部大片領土與全加里西亞予波蘭王國。
- 奥斯曼帝国迁都到巴尔干的埃迪尔内，匈牙利洛約什一世击退入侵巴爾幹半島的奥斯曼帝国军队。
- 查理五世派貝特朗·杜·蓋克蘭招安法蘭西北部的自由傭兵團，派到卡斯蒂利亞協助特拉斯塔馬拉的恩裡克從同父異母的佩德羅一世的手中奪取王位，接連佔領馬加利翁、布裡維耶斯卡、以及首都布哥斯。
- 元朝最後一次在大都舉行會試和殿試。
- 明升成为明夏皇帝。
- 韩宋灭亡。
- 元朝福建行省平章事陳友定擊敗佔據福州的亦思巴奚軍，斬首亦思巴奚軍首領那兀納，1357年以來的亦思巴奚战乱滅亡。
- 八月，朱元璋以徐達為大將軍，常遇春為副，率軍向太湖進軍，先後在港口、毗山擊敗張士誠的阻擊軍，乘勢進圍湖州城。
- 九月，張士誠再派遣兵增援，戰敗。朱元璋命江浙行省左丞李文忠率部攻打杭州，指揮華雲龍率部攻打嘉興。
- 9月——朱元璋攻陷杭州。
- 9月15日——朱元璋下令拓建建康城。
- 十月，徐達攻打舊館，張士誠六萬援軍投降。
- 十一月初六，張士誠湖州守將李伯升見外援已絕，向朱元璋投降，杭州、紹興、嘉興等地相繼投降，自此朱元璋對平江(今江蘇蘇州)北、西、南三面合圍。

## 出生
- 鲁提菲，察合台汗国时期维吾尔诗人（逝世于1465年，99岁）
- 鐵鉉，明朝大臣（逝世于1402年，36岁）
- 夏原吉，明朝大臣（逝世于1430年，64岁）
- 马铎，明朝状元（逝世于1423年，57岁）
- 8月28日——让·勒迈格雷，法国元帅和军事家（逝世于1421年，55岁）

## 逝世
- 明玉珍，元末红巾军将领，自称夏国皇帝（出生1331年，35岁）
- 韩林儿，元末宋的皇帝（出生不详）
- 廖永安，元朝末年军事人物（出生于1320年，46岁）
- 茅成，元朝末年军事将领（出生年月不明）
- 楊國興，元朝末年军事将领（出生年月不明）
- 羅良元，元朝順帝末年(1334年～1366年)31歲，政治家、軍事家 在閩為晉國公鎮守汀洲、漳州兩府行政事
- 那兀納，元朝波斯人，遜尼派穆斯林，亦思巴奚軍後期領袖。